# Palec
Pálec ali cóla (angleško inch; pogosta oznaka »"« ) je ime več enot za dolžino.
Najpogosteje je mišljen angleški palec ali mednarodni palec, ki je imperialna enota. 1 palec je enak 0,0254 m. Angleški palec v mednarodnem sistemu enot so sprejeli leta 1958. Pred tem sta imeli Združeno kraljestvo in Kanada različni določitvi palca. Privzeli so kanadsko določitev.
Dolžina pálca naj bi ustrezala razdalji med konico prsta (palec) in prvim členkom na njem. 
(12 palcev = 1 čevelj = 1/3 jarda.)
Sorodni starejši enoti sta:
- dunajski palec (avstrijska cola) = 12 črt = 0,02634 m
- sotka (ruski ekvivalent palcu): 0,021336 m

Ameriški geodetski palec je določena tako, da je 1 m natančno enak 39,37 geodetskih palcev. Ta palec je tako enak 0,02540000508 m, oziroma 1,000002 angleškega (mednarodnega) palca.